# Lasioglossum villosulum
Lasioglossum villosulum là một loài Hymenoptera trong họ Halictidae. Loài này được Kirby mô tả khoa học năm 1802.